# Кабье
Кабье́ (самоназвания: коретиба, катиба, кабиема, кабуре, бекабурум, кабре) — народ, проживающий на северо-востоке, а также в центральном районе государства Того. Характерный язык — кабре, принадлежащий группе гур, нигеро-кордофанской семьи. Письменность на основе латинского алфавита с 1978 года. Бо́льшая часть народа кабье исповедует традиционные верования — культ предков, одушевление природы и веру в верховное божество Эсо. Также для меньшего числа народа характерны суннизм и католицизм.

## Основные занятия
Традиционным занятием народа кабье является переложное ручное земледелие. Кабье выращивают фасоль, просо, фонио, сорго и арахис; на сухих и песчаных землях — рис и ямс. Распространено собирательство плодов масленичной пальмы. Помимо земледелия также распространено скотоводство — разведение мелкого и крупного рогатого скота. Также держат домашнюю птицу и собак, которых употребляют в пищу. Наиболее развитые ремёсла — обработка дерева, изготовление украшений из соломы и дерева, декоративных тканей, а также плетение корзин.

## Пища
Кабье употребляют в пищу преимущественно растительные продукты и блюда — овощи, похлёбки из проса, каши; также употребляют молоко. (Андрианов, Попов 1999: 209).

## Социальная организация
Основу традиционного общества составляют возрастные группы, деревенские большесемейные общины, тайные мужские союзы, патрилинейные (коллектив кровных родственников по отцовской линии, осознающий свою общность, что проявляется в родовых названиях, вере в происхождение от одного предка) роды. Послебрачное поселение вирилокальное (проживание женатой пары с семьей мужа), практикуются покупной брак, сорорат (обычай, по которому мужчина вступает в брак одновременно или последовательно с несколькими родными или двоюродными сестрами жены), полигиния (брак одного мужчины с более чем с одной женщиной), левират (обычай, по которому мужчина одновременно вступает в брак с двумя или более сёстрами), сохраняются обряды инициаций.

## Традиции
Селения народа кабье сильно рассредоточены. Для них характерны комплексы построек «сукала»: обнесённые глинобитной оградой жилища (четырёхугольные и круглые в плане) с глинобитными стенами.
Традиционная мужская одежда — это длинная полотняная рубаха, шорты, а женская — пёстрые платья, кофты, юбки.